# Josef Müller-Brockmann
Josef Müller-Brockmann (Rapperswil (San Galo), 9 de mayo de 1914 – Unterengstringen, 30 de agosto de 1996) fue un diseñador gráfico y profesor universitario de origen suizo. Fue docente de la HfG de Ulm en Alemania y uno de los impulsores, junto con Armin Hoffmann, de la llamada Escuela Germano Suiza de diseño, caracterizada por la sencillez y la claridad y por el uso de la retícula. 
Estudió arquitectura, diseño e historia del arte en la Universidad de Zúrich y en su Kunstgewerbeschule (Escuela de Artes Aplicadas y Oficios Artísticos). En 1936 abrió en esa ciudad su propio estudio, especializado en diseño gráfico, diseño de exposiciones y fotografía. Desde 1951 produjo carteles de conciertos para el Auditorio de Zúrich. En 1958 se convirtió en editor y fundador, junto con Richard P. Lohse, Carlo L. Vivarelli y Hans Neuburg, de la revista New Graphic Design (también Neue Graphik y Graphisme Actuel) que, en 18 números y entre 1958 y 1965, revolucionó el diseño gráfico. En 1966, Müller-Brockmann fue nombrado consultor de diseño para Europa de la empresa IBM. 
Fue autor de las influyentes obras El artista gráfico y sus problemas de diseño [Gestaltungsprobleme des Grafikers, Teufen] y de Historia de la comunicación visual [Geschichte der visuellen Kommunikation, Teufen] e Historia del póster [Geschichte des Plakats, Zürich] en 1971.

## Algunas publicaciones
- Rastersysteme für die visuelle Gestaltung (Sistemas de retículas en el diseño gráfico), 1961.
- Gestaltungsprobleme des Grafikers (El artista gráfico y sus problemas de diseño), Teufen 1961.
- Geschichte der visuellen Kommunikation, Teufen 1971.
- Geschichte des Plakats, Zúrich 1971.
- Grid systems in graphic design / Rastersysteme für die visuelle Gestaltung, Teufen 1981.
- Mein Leben: spielerischer Ernst und ernsthaftes Spiel, Baden 1994.
- Josef Müller-Brockmann, Lars Müller, Baden, 1994.
- Grid systems in graphic design: A visual communication manual for graphic designers, typographers and three dimensional designers, Niggli Verlag, 1996.
- Josef Müller-Brockmann: Pioneer of swiss graphic design", Lars Müller Publishers, 2015.